# Industrie de l'alcool
 (décembre 2010).
Si vous disposez d'ouvrages ou d'articles de référence ou si vous connaissez des sites web de qualité traitant du thème abordé ici, merci de compléter l'article en donnant les références utiles à sa vérifiabilité et en les liant à la section « Notes et références ».
L'industrie de l'alcool est un terme utilisé pour qualifier la fabrication et la commercialisation d'alcool. Cette industrie concerne la transformation de produits agricoles alimentaires (céréales, pommes de terre, etc.) en alcool brut (vin) et de sous-produits agricoles et agroalimentaires (mélasses, etc.) en alcool rectifié ou en vinaigre. L'alcool est utilisé dans l'élaboration de boissons alcoolisées, pour le renforcement des vins, dans l'industrie des parfums et des cosmétiques et de la confiserie, ainsi que dans la fabrication de vitamines, dans la médecine et dans l'ingénierie. Cette industrie a été accusée dans les années 1990 de dévier l'attention des problèmes liés à sa consommation, notamment l'alcoolisme. Elle a également été critiquée pour sa non-implication dans les politiques de lutte contre ses effets néfastes.

## L'histoire
Selon l'historien Archer Tongue, l'usage des boissons alcooliques date probablement de l’âge de pierre. Il est même possible dit-il, qu’à partir du miel, la première boisson alcoolique fabriquée par l’homme ait été le « vin de miel » ou hydromel. Sa fabrication était secrète et difficile. La conservation ne l’était pas moins puisqu’il a fallu attendre la découverte de la céramique 4 000 ans avant notre ère pour que ces boissons dont la production était peu abondante puissent être stockées. 
Bien avant d’être consommée comme boisson cette liqueur étrange était considérée comme un médicament. Les premiers thérapeutes furent les grands prêtres des religions primitives : le mal, la maladie, le démon étaient chassés par l’ingestion ou l’aspersion de liquides alcooliques additionnés d’une foule d’ingrédients animaux, végétaux ou minéraux. 
En France, jusqu’au début du XVIIe siècle, seuls les apothicaires avaient l’exclusivité de la vente d'alcool. Mais le monopole de sa fabrication resta longtemps celui d’une corporation, les sauciers- moutardiers-vinaigriers (1514) avant de revenir, un siècle plus tard aux apothicaires. 
La diffusion du procédé en Europe du Nord et la diversification des fabrications furent l’œuvre des marchands et des marins hollandais. Ce sont eux qui dès la fin du XVIe siècle ont généralisé le brûlage des vins et particulièrement des « petits vins » de Charentes impropres à la consommation. Des flottes marchandes partaient des ports de la baltique et du nord de l’Europe pour aborder à Rochefort, La Rochelle ou Bordeaux, et embarquaient une forte proportion de la production viticole du Sud-Ouest français pour la transformer en gin. C'est à cette époque que la consommation d'alcool se répand et se démocratise en Europe. Plus tardivement les Anglais inventèrent le whisky (Irlande et Écosse), les scandinaves l’aquavit (Suède). En France, le développement et la commercialisation du cognac d’abord appelé brandy, et ensuite de l’armagnac sont dus à cette influence.
Outre atlantique, les premiers pionniers ne se contentèrent pas longtemps des eaux-de-vie importées d’Europe ou des rhums en provenance des Caraïbes. Très tôt, ils commencèrent à faire bouillir des décoctions de seigle, de maïs, de baies écrasées et de pomme de terre. Au Canada, à l’époque de la conquête, l’intempérance de certains blancs faisait scandale alors que la consommation de ces boissons était théoriquement interdite aux indiens.
Au XXe siècle, l'expansion de l'industrie de l'alcool aux États-Unis est freinée par la prohibition. Le 29 janvier 1919, après avoir été ratifié par 46 sur 48 états États de l’Union, fut mis en application le 18e amendement de la constitution des États-Unis, interdisant la production, la vente et la consommation d’alcool sous toutes ses formes entraînant un choc économique énorme et un choc psychologique considérable. Il sera retiré 14 ans plus tard par la ratification du 21e amendement.

## Le processus de fabrication de l'alcool

Représentation de Cram du méthanol

Il a plusieurs types d’alcool : le méthanol, le butanol, l’éthanol. L’éthanol est aussi appelé « alcool éthylique ». Il y a deux utilisations principales à l’alcool : les boissons alcoolisées et les produits contenant de l’alcool (les produits ménagers, les produits cosmétiques, les combustibles…)
Ces 2 utilisations correspondent à 2 modes de fabrication différentes :
- les boissons alcoolisées : extrait des fruits et légumes qui en produisent naturellement ;
- les autres produits contenant de l’alcool : synthétisé à partir de produits pétroliers (néanmoins le biocarburant est aussi extrait des fruits et légumes).

L’alcool industriel est obtenu en faisant réagir un produit appelé « éthylène » avec de l’eau.

Représentation de Cram de l'éthanol

L’éthylène, quant à lui, est obtenu directement à partir des produits de raffinage du pétrole.
Les usines chimiques sont capables de produire de l’alcool très pur, à plus de 95%.

Représentation du butanol

L’alcool destiné à l’alimentation est aussi extrait des fruits et légumes. C’est lors de la fermentation du fruit que l’alcool est produit. La fermentation est une réaction biochimique qui permet à certains êtres vivants de produire de l’ATP (adénosine triphosphate).
Un organisme produit de l’ATP grâce à l’oxygène de l’air, extrait par la respiration pour initier une réaction chimique entre le glucose et l’ADP (adénosine diphosphate) présent dans l’organisme. Cette réaction produit donc de l’ATP, de l’eau et du CO2. 
Il existe une deuxième méthode pour créer de l’ATP : la fermentation. Réaction du glucose directement avec l’ADP sans oxygène. Les produits créés à partir de cette réaction sont donc l’ATP, l’alcool et le CO2. Cette méthode est utilisée par de nombreux champignons microscopiques appelés « levures ». Ces levures sont présentes à la surface des fruits. Ainsi, la réaction démarre spontanément : les champignons se nourrissent du glucose présent naturellement dans les fruits et le transforment en alcool et en CO2.
Pour la production de boissons alcoolisés, l’homme va souvent optimiser les conditions de fermentation pour améliorer et accélérer le processus. Pour cela, on peut soit augmenter la température environnante, ou incorporer des levures supplémentaires qui sont plus efficaces mais ne se développent pas naturellement.
Une fois que le sucre et les fruits ont été transformés en alcool, on obtient un mélange d’alcool, d’eau et de résidu solide contenant le reste des fruits et levures. Il faut donc en extraire l’alcool, et pour cela on utilise une particularité de l’alcool : son point d’ébullition est plus bas que les autres produits (78 °C). On chauffe donc le mélange pour que l’alcool s’évapore en plus grande quantité que les autres produits. On récupère la vapeur produite par condensation, et on obtient un produit où le pourcentage d’alcool a augmenté. Il suffit alors de répéter ce cycle jusqu’à obtenir le taux d’alcool désiré : c’est la distillation.
Finalement, le produit obtenu contient de l’alcool, de l’eau et toute une partie de résidu des fruits qui donnent la saveur de l’alcool.

## Les effets néfastes
L’alcool est synonyme de plaisir pour certains mais d’enfer pour d’autres. En 2008, la France était classée quinzième dans la liste des pays les plus consommateurs d’alcool. Cependant, les méthodes de calcul des quantités d’alcool n’étant pas standardisées, il faut considérer avec prudence ce classement. Les pays européens et la France en particulier font néanmoins parti des plus grands consommateurs d’alcool au monde.

### Qu’est-ce que l’alcoolisme?
Le terme alcoolisme a été instauré par Magnus HUSS, médecin suédois, en 1849. L’alcoolisme c’est l’ensemble des conséquences pathologiques d’une consommation excessive de boissons alcooliques. La dépendance à l’alcool s’instaure lorsque la personne ne peut plus se passer de consommer, sous peine de souffrances psychiques et/ou physiques qui se traduisent en état de manque. 

### Quels sont les risques liés à l’alcool?
Une consommation excessive et prolongée d’alcool peut provoquer des problèmes physiques ainsi que psychiques mais aussi parfois des problèmes sociaux (problèmes relationnels, violences, problèmes judiciaires, financiers...). L’alcool est soit la cause directe, soit indirecte car il peut aussi aggraver certaines infections. Une trop forte consommation d’alcool peut entraîner : des troubles de la mémoire, une diminution des facultés intellectuelles, un comportement agressif et impulsif, une cirrhose du foie, des cancers...

### Quelles sont les différences entre hommes et femmes?
13% de français sont des consommateurs quotidiens. Les hommes consomment plus que les femmes (19% contre 7%). À l’inverse, les consommations occasionnelles (moins d’une fois par semaine) concernent essentiellement des femmes (48%) contre 27% pour les hommes.

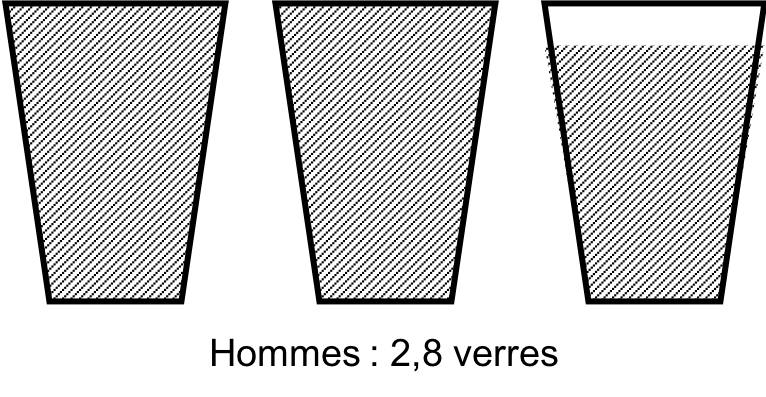
Consommation moyenne quotidienne d'un homme : 2,8 verres

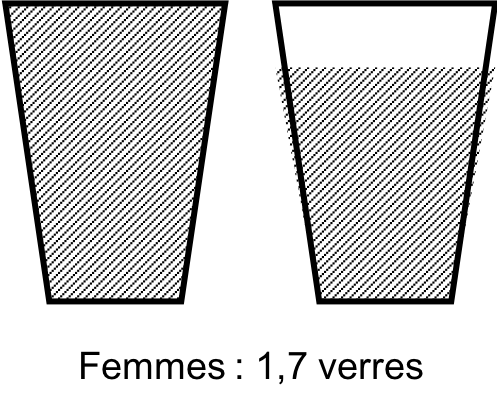
Consommation moyenne quotidienne d'une femme : 1,7 verres

Les hommes déclarent boire en moyenne 2,8 verres un jour ordinaire contre 1,7 verre pour les femmes.

### Comment évolue la consommation d’alcool?
Il est important de noter que la consommation d’alcool diminue régulièrement en France depuis 50 ans. Elle est passée de 26 à 12 litres d’alcool pur par an et par habitant de plus de 15 ans entre 1961 et 2010. 
Cette baisse est liée au changement des modes de consommation. L’alcool fait désormais partie du domaine des loisirs et non plus des repas. Le vin régresse comme boisson quotidienne mais est de plus en plus présent sur le côté festif. Ces constats sont confirmés par l’Insee : les français se tournent désormais vers des vins de meilleure qualité. 

### Quel est l’alcool le plus consommé en France?
Parmi les personnes ayant consommé de l’alcool au cours des douze derniers mois, 85% ont bu du vin tandis que 63% ont bu un spiritueux (vodka, pastis, whisky, planteur, etc.) et 60% de la bière. 
Le vin est également la boisson la plus consommée au quotidien. Parmi les consommateurs de l’année, 12% ont bu du vin tous les jours, 2% de la bière et moins de 1% ont consommé du spiritueux de façon quotidienne. 

### Que se passe-t-il lorsque l’on boit de l’alcool?
En tant que produit psychoactif, l’alcool agit directement sur le cerveau et modifie la conscience et les perceptions. Les effets immédiats dépendent de l’alcoolémie.
Lorsque l’on consomme de l’alcool à faible dose, on ressent une sensation de détente, d’euphorie voire d’excitation. En revanche, à plus forte dose, on parle d’ivresse que l’on peut assimiler à une mauvaise coordination des mouvements, une élocution troublée, une diminution des réflexes et de la vigilance ou encore un état de somnolence... La consommation d’alcool peut aller jusqu’à provoquer des trous noirs ou pire, des comas éthyliques qui constituent une urgence médicale et peut causer la mort.

### Qu’est-ce que l’alcoolémie?
L’alcoolémie est le taux d’alcool dans le sang qui s’exprime en gramme d’alcool par litre de sang. Cette donnée peut varier en fonction de la quantité d’alcool consommée, de la corpulence, de la vitesse de consommation, du sexe et du fait d’avoir mangé ou non. 

## Le contrôle de l'État
L'État exerce un contrôle au niveau de la vente et de la consommation d'alcool. L'alcool n'est pas autorisé dans tous les pays, il est notamment interdit à la vente et à la consommation dans plusieurs pays dont la population est majoritairement musulmane, Dans ces pays, l'on retrouve : Iran, Irak, Afghanistan, Bahreïn, Brunei, Koweït, Libye, Pakistan, Qatar, Arabie Saoudite, Somalie, Soudan, Émirats arabes unis, Yémen, Maldives, Mauritanie ; ou seulement les étrangers ou les non-musulmans y sont autorisés à des conditions très strictes comme l'interdiction de consommer de l'alcool en public.
L'État possède un double rôle : il participe au système tout en limitant la production et la consommation d'alcool.
En France, l'état contrôle ce système en taxant les produits alcoolisés:  
Les boissons alcoolisées et boissons dites premix sont soumises à des droits et taxes diverses. S'agissant des boissons alcooliques, les droits indirects (ou droits d'accise) et la cotisation de sécurité sociale, due en raison des risques que comporte l'usage immodéré de ces produits pour la santé, varient selon le type de produits. Ces produits alcooliques sont, par ailleurs, soumis à la TVA au taux de 20 %.
La loi limite les contenus des publicités en faveur des boissons alcooliques à leurs éléments dits « objectifs » (origine, description, mode de consommation, etc.). Le but est de permettre une présentation des produits sans pour autant inciter à la consommation.
Sauf cas particuliers, les publicités doivent comporter un message sanitaire préventif « L’abus d’alcool est dangereux pour la santé ». La mention « À consommer avec modération » installée par l'usage n'est pas réglementaire.
La loi interdit également les opérations de parrainage (lors de manifestations sportives, festives ou culturelles par exemple) par les producteurs de boissons alcooliques. Seul le mécénat est autorisé.
Au niveau européen, il existe d'autres règlementations notamment vis-à-vis des échanges entre États membres. Ces marchandises (alcool) appartiennent à la catégorie « produits soumis à accise » et c'est ainsi qu'ils sont soumis à des formalités fiscales compte tenu de leur circulation. Toutes les entreprises qui possèdent cette catégorie de produit sont agréées par l'administration des douanes et droits indirects (article 302 G du CGI) : 
- Elles mettent en place une garantie pour le stockage des produits ;
- Elles sont répertoriées dans une base européenne de données avec un numéro d'accise ;
- Elles ont l'obligation de tenir une comptabilité matières spécifique des stocks de produits soumis à accise, par catégorie de taxation ; s'agissant particulièrement des vins, la réglementation fiscale prévoit que les registres vitivinicoles prévus par l'OCM vitivinicole (règlement CE no 436/2009 de la Commission du 26 mai 2009) constituent la comptabilité matières des producteurs. Ces derniers doivent la tenir conformément aux dispositions économiques, par appellation ou dénomination et par couleurs ;
- Elles déclarent mensuellement les volumes entrés/sortis de leurs entrepôts, avec le paiement des droits correspondants lorsque des vins, des alcools ou d'autres boissons alcooliques ont été livrés pour la vente au consommateur ;
- Elles établissent une fois par an un inventaire des produits stockés.

Lors du transport, les produits soumis à accise sont accompagnés par des documents administratifs communautaires (articles 302 M et 302 M ter du CGI).
Au volant, la consommation d'alcool est aussi règlementée : le taux d'alcool au volant autorisé est de 0,5 g/L et de 0,2 g/L pour les jeunes conducteurs.
La vente d'alcool aux mineurs est interdite. Il en est de même concernant les offres à titre gratuit de boissons alcoolisées dans les débits de boissons et les commerces ou lieux publics. Le vendeur peut demander à l'acheteur de faire la preuve de sa majorité en montrant sa carte d'identité. Une personne qui vend des boissons alcooliques à des mineurs ou offre ces boissons à titre gratuit à des mineurs s'expose à une peine de 7 500 euros d'amende (article L. 3353-3 du Code de la santé publique). 
-En 2017, 85,7% des adolescents de 17 ans ont déclaré avoir déjà bu de l’alcool au cours de leur vie.
-L’usage régulier d’alcool concernait 1 jeune sur 10 (8,4%).
-44,0% des jeunes de 17 ans ont admis une alcoolisation ponctuelle importante au cours du mois.

## Les chiffres clés
Le marché de l'alcool est un marché primordial pour l'économie française puisqu'il représente 19.6 Mds€. La France est particulièrement reconnue, au niveau international, pour son savoir-faire sur ce secteur. 
En ce qui concerne les vins, il faut séparer les champagnes, les vins tranquilles et les vins effervescents. Pour les premiers, 36 millions de litres ont été vendus en un an. Le marché est dominé par LVMH, Au niveau des vins tranquilles, la Société des Vins de France (SVF) détient les trois marques les plus vendues en GMS : Roche Mazet, Vieux Papes et La Villageoise, avec respectivement 27,6, 14,7 et 12,9 millions d’équivalents cols 75cl vendus. Enfin, pour les vins effervescents, c’est la Clairette de Die, le Crémant d’Alsace et le Cava espagnol qui sont en tête, sous les marques respectives Jaillance, Wolfberger et Freixenet, à 2,6, 2,3 et 2,1 millions de cols écoulés.
Pour les spiritueux, Ricard est en tête avec un chiffre d’affaires de 420 M€, suivi par La Martiniquaise SVS avec 335 M€, Pernod avec 300 M€, Bacardi-Martini avec 300 M€ et Moët Hennessy Diageo avec 300 M€ également.
Le marché de l'alcool est un rayon qui dépasse les 12 milliards d'euros (source iri.fr, 2015), ci-dessous le chiffre d'affaires de certains alcools et liqueurs :

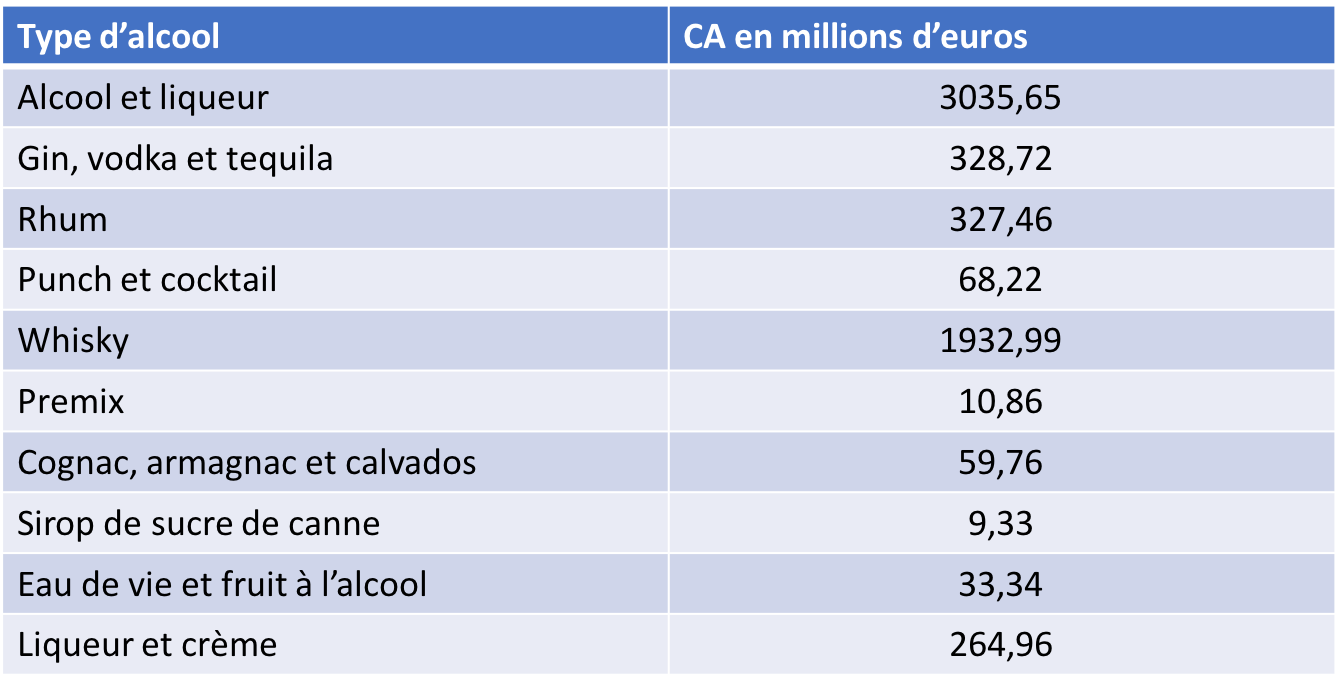
Classement des alcools en fonction du chiffre d'affaires

Les pays où l'on consomme le plus d'alcool au monde (par an, statistiques de l'OMS 2011) :

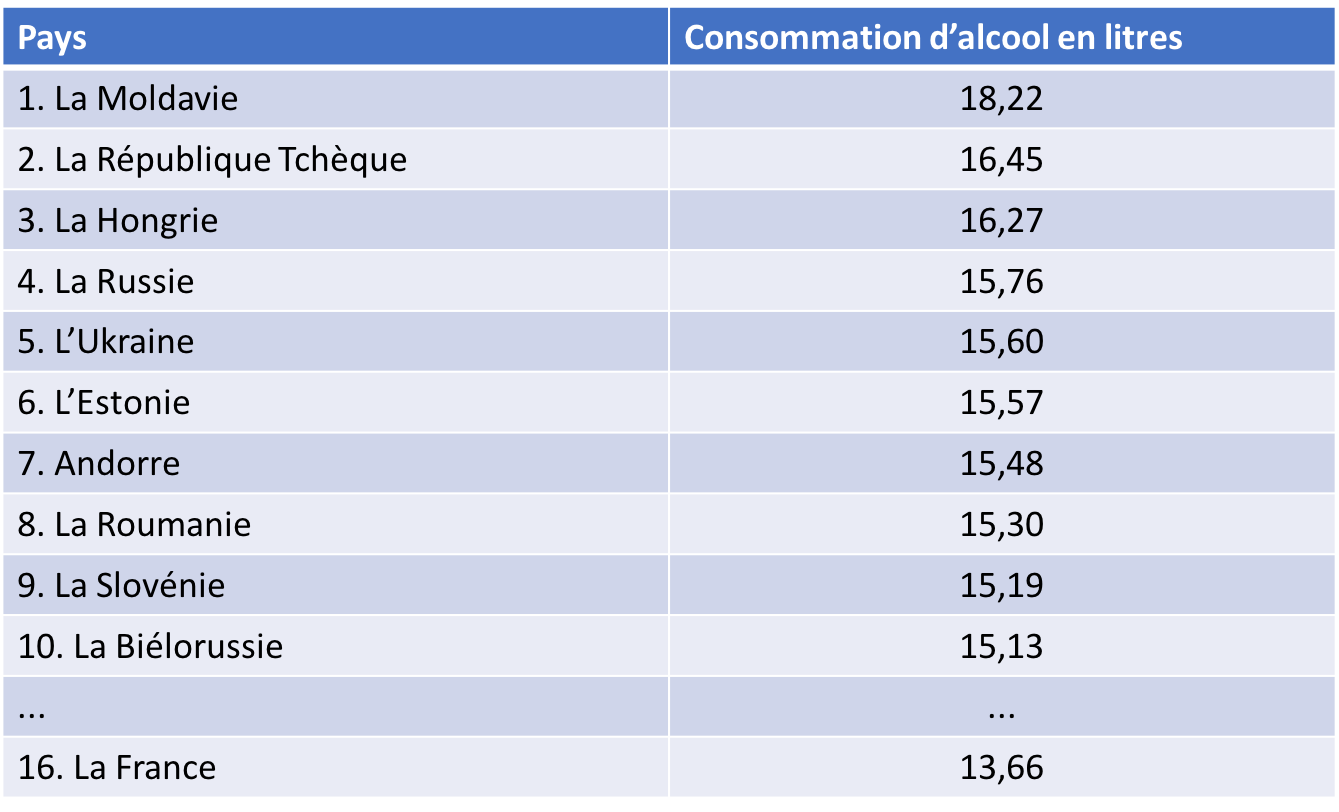
Classement des pays les plus consommateurs d'alcool (en litres)

On peut voir que le top 10 n'est composé que de pays d'Europe. Les pays où l'on consomme le moins d'alcool au monde (par an, statistiques de l'OMS 2011) : 

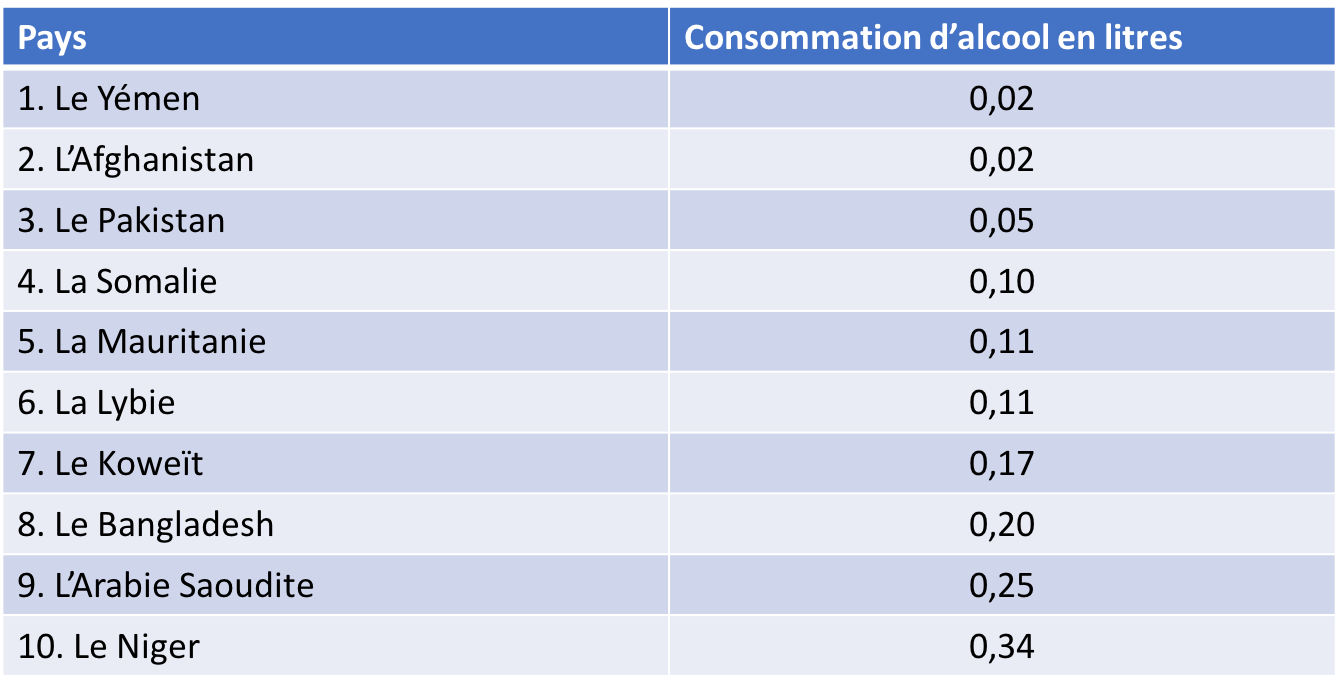
Classement des pays les moins consommateurs d'alcool en litres

En France, les acheteurs d’alcool sont en majorité les majeurs, mais de plus en plus les mineurs. En termes de fréquence, la consommation quotidienne est rare chez les jeunes : 2,3% des jeunes de 18 à 24 ans boivent de l’alcool tous les jours. Cette proportion augmente avec l'âge : elle représente 7,4% des 45-54 ans et 26% des 65-75 ans. En termes de quantité : le nombre de verres d'alcool bus par jour de consommation diminue avec l'âge : il est de 3,3 verres chez les 18-24 ans et de 1,7 verre chez les 65-75 ans. De plus, 54,1% des jeunes entre 18 et 24 ans et 48,8 % des 25-34 ans ont eu une alcoolisation ponctuelle importante : le fait de boire au moins 6 verres en une occasion, au cours des 12 derniers mois contre 24,6% des 55-64 ans et 19,7% des 65-75 ans.